# Український селянин
«Український Селянин» — місячник Союзу Земель Соборної України — Селянської Партії.
Виходив 1953 — 1966 в Нью-Йорку і (з 1954) у Мюнхені. Головні редактори В. Дубровський, з 1956 — Ю. Семенко.